# 北京国会非常会议
北京国会非常会议是未参加曹锟贿选的中华民国第一届国会议员于1924年在北京成立的国会非常会议。此次国会非常会议为临时性立法机关和政治咨询机构。

## 沿革

### 成立
1924年冯玉祥率胡景翼、孫岳在北京发动甲子兵变（又稱北京政變），推翻曹錕，国会休會，检察厅开始检举、拘捕贿选议员。在上海的拒贿议员褚辅成、田桐等30多人于同年10月27日集会讨论，并通电提出惩办参加1923年10月5日非法大总统选举会的贿选议员。11月2日，在天津的拒贿议员40多人集会，议员焦易堂提出惩办贿选议员，维持国会，获得与会者赞成，具体实行计划待征求各方面意见。11月10日，在天津的拒贿议员电邀在上海的拒贿议员北上，在上海的拒贿议员乃于11月10日当天开会讨论，决定北上，并提出驱逐贿选议员，在天津设反对贿选议员办事处作联络机关，还致信邀请各地拒贿议员一起北上。11月中旬，聚集到北京的拒贿议员已经有100多人。
1924年11月22日，未参加曹锟贿选的第一届国会议员127人在北京太平湖饭店宣布成立国会非常会议，并以279名拒贿议员的名义发表宣言称：
去岁曹锟贿选窃位，同人坚持正义，自维力薄，未克制止，曾以堪乱讨贼之任付诸国人及各方将领。乃者浙奉兴师，举国响应，期月之间，元恶就逮。当此民意机关绝续之交，同人自觉代表国民之职责益为重大，特于本日在北京成立国会非常会议，期存大法于一缕，共策国事之进行。俟政制完成，民意有托，同人即解除责任，以谢国人。
此次会议还推举童杭时、王家襄等6人为代表，于11月23日拜见临时执政段祺瑞等人进行接洽。
11月25日，国会非常会议通过《国会非常会议组织大纲》共11条，规定此次国会非常会议由未参加1923年10月5日非法大总统选举会的议员组成，负责“制定一切临时法规并议决关于政治重要事件”。国会非常会议不设正、副议长，由各省议员互选一名行政委员，行政委员执行国会非常会议的一切事务，并轮流在国会非常会议开会时任会议主席。
根据《国会非常会议组织大纲》，在1924年12月10日召开的大会上，各省议员推举了各省行政委员，组成行政委员会。在同年12月29日的大会上，通过了《行政委员会办事规则》、《秘书厅办事规则》。

### 同段祺瑞的接洽及非常会议的终结
国会非常会议的目标是取代贿选议员为主的曹錕的“猪仔国会”，成为立法机构和民意机构。但当时段祺瑞企图以善后会议进行协调，以巩固自己的统治，并不希望国会非常会议监督自己，也不希望恢复《中华民国临时约法》及由该约法而来的第一届国会。然而，段祺瑞也不便骤然反对拒贿议员召开的国会非常会议。在童杭时、王家襄等6名代表于11月23日拜见段祺瑞时，段祺瑞派许世英代为接见。代表们提出，“当此政变之时，非有民意机关不足以维持一切”，并且提出应由国会非常会议制定《临时执政府组织法》及将来制定《国民会议组织法》。许世英声称段祺瑞对国会非常会议并无成见，三日后段祺瑞会回复。
三天后，段祺瑞未作回复，国会非常会议代表再次拜见段祺瑞，段祺瑞派执政府秘书长梁鸿志代为接见。这次代表们不再提出由国会非常会议制定《临时执政府组织法》，仅称国会非常会议为临时过渡的民意机关，职责仅为草拟国民会议组织法、为国民会议提供一种宪法草案，作为临时政府的辅助机关不会提出弹劾案及质问案。段祺瑞则提出，由拒贿议员组成国宪起草委员会，起草宪法，停止国会非常会议。12月10日，国会非常会议召开，议员王用宾认为国宪起草委员会为政府任命，将来制定的宪法仍不免有“钦定宪法”的嫌疑；议员焦易堂发言，反对停止国会非常会议，认为不必另行组成国宪起草委员会，这一意见在国会非常会议中获得优势，由吕复等19位议员提出的不经政府任命，由拒贿议员自行组织国宪起草委员会的提案遭到否决。段祺瑞以国宪起草委员会取代国会非常会议的企图没能获得实现。
1924年12月13日，国会非常会议代表王用宾、沈钧儒等六人拜见段祺瑞，段祺瑞起初派执政府秘书长梁鸿志代为接见，后亲自接见。国会非常会议代表提出，“分子有罪，机关无罪”，认为贿选议员固然有罪，而第一届国会则应当继续进行，国会问题应留待将来由国民会议解决。段祺瑞则称，《中华民国宪法》（曹锟宪法）已经消灭《中华民国临时约法》，第一届国会也已经随其法源《中华民国临时约法》的消灭而同时消灭。
1924年12月13日当天，执政府已经拟好的三个命令，其一为“撤销曹锟所公布之宪法”，其二为“《临时约法》失其效力”，其三为“解散国会”。段祺瑞准备将这三个命令提交国务会议通过后即发表。但此消息披露后，遭到包括国会非常会议在内的诸多方面反对。
1924年12月15日至16日，国会非常会议召开大会，议员们群起反对段祺瑞拟下的命令，并于12月16日决定由王用宾等15位议员立即起草护法宣言，宣布维护《中华民国临时约法》。12月15日晚，段祺瑞召开会议讨论临时约法及国会应否当即取消，会议意见认为应留待将来国民会议解决，所拟上述三个命令乃未发表。
此后，段祺瑞提出由拒贿议员组织建设委员会（该委员会后来改称建设讨论会，后又改称建设会议），放弃国会非常会议的名义。此议受到国会非常会议的反对，但段祺瑞命令法制院起草条例，拟交付国务会议通过。
1925年4月13日，《临时参政院条例》公布，4月21日善后会议闭幕。4月24日，段祺瑞政府下令取消法统，宣称“法统已成陈迹”，并取消国会，还称对拒贿议员将“特设机关，俾抒抱负之处”。4月25日，警察厅查封并接收了国会参议院。4月25日下午，国会非常会议预定在参议院开会，但被警察阻拦，未能召开。4月26日晚，国会非常会议部分议员在某饭店集会，相约拒绝加入建设会议。段祺瑞则派亲信曾毓隽、李思浩、姚震等分别游说拒贿议员，邀请他们加入建设会议。
1925年5月4日，《建设会议条例》公布。但此后建设会议未能成立。6月5日，国会非常会议在五卅运动中发出通电，谴责列强蔑视公理人权。此后，未见国会非常会议活动的消息。

### 失败原因
首先，第一届国会自1913年成立至1925年已经有13年，其间多次因不同情況中斷及召開會議延长寿命，早已超过应有任期（五年），又有曹锟贿选等事件发生，早已毫无威信。
其次，与此次国会非常会议同时发生的国民会议促成会也对国会非常会议十分不利。中国国民党和中国共产党合作推动国民会议召开，吸引了社会各界的支持，使国会非常会议的主张得不到关注。
再次，国会非常会议未能获得各派政治力量的支持。孙中山不再堅持维护《中华民国临时约法》及国会，而是认为“应以革命精神创造国家”，並極力主张召开国民会议。段祺瑞则不愿意国会牵制自己，因而決定取消《中华民国临时约法》及国会，召开善后会议成立临时参政院。部分拒贿议员如章士钊、林长民、汤漪、乌泽声等均反对召开国会非常会议，接近段祺瑞政府。章士钊出任段祺瑞临时政府的司法总长，并公开表示，“曹锟宪法革临时约法的命，执政府革曹锟宪法的命。”林长民、汤漪、乌泽声等人支持成立国宪起草委员会。国会非常会议的组织也十分涣散，开会共20多次，但出席议员人数一直不多，在有出席人数记录的12次会议中，仅有1次出席议员人数超过名义人数279人的一半。

### 作用
虽然国会非常会议失败，但仍发挥了一些作用。首先，在国会非常会议的激烈反对下，段祺瑞政府不得不拖延了4个多月才取消《中华民国临时约法》及国会，这对段祺瑞政府是一种制约。
其次，国会非常会议反对段祺瑞政府谈判金佛郎案，先是于会议起初便发表宣言称段祺瑞政府“系临时的事实政府”，不能同外国缔结条约、解决包括金佛郎案在内的外交悬案，后于1925年4月1日发表宣言，谴责段祺瑞政府在金佛郎案中损害国家权益；直到金佛郎案签字后，5月1日国会非常会议还通电反对。
再次，国会非常会议对段祺瑞临时政府的不合法地位及段祺瑞在善后会议之后召开国民代表会议的企图都进行了揭露。议员阎秉真等32人曾在国会非常会议提案要求重组临时政府。国会非常会议还称，国民会议组织法不应该由官僚性质的善后会议制定，而应当由民意机关制定。这些意见同国民会议运动不谋而合。